# Echipa națională de fotbal a Sudanului
Echipa națională de fotbal a Sudanului, poreclită Sokoor Al-Jediane (Desert Hawks), este echipa națională de fotbal a Sudanului și este controlată de Asociația Sudaneză de Fotbal. Au fost una dintre cele trei echipe (Egipt, Etiopia) care au participat la prima ediție a Cupei Africii pe Națiuni în 1957. Au câștigat Cupa Africii pe Națiuni în 1970 când au fost gazde.

## Campionate
- Cupa Africii pe Națiuni
  - Campioni: 1970
  - Locul doi: 1959, 1963
  - Locul trei: 1957

- Cupa CECAFA :
  - Campioni: 1980, 2006, 2007
  - Locul doi: 1990, 1996†
  - Locul trei: 1996†, 2004

- Cupa Armoniei
  - Campioni: 2009

Note
† Sudan a intrat cu două echipe în turneu.

## La Campionatul Mondial
| 1930 până la 1954 | Nu a participat                                   |
| 1958 până la 1978 | S-a retras                                        |
| 1982              | Eliminată în runda a 2-a de calificare de Algeria |
| 1986              | Eliminată în runda a 2-a de calificare de Libia   |
| 1990              | Eliminată în prima rundă de calificare de Angola  |
| 1994              | S-a retras                                        |
| 1998 până la 2010 | Nu s-a calificat                                  |

## La Cupa Africii pe Națiuni
| Cupa Africii pe Națiuni | Cupa Africii pe Națiuni            | Cupa Africii pe Națiuni | Cupa Africii pe Națiuni | Cupa Africii pe Națiuni | Cupa Africii pe Națiuni | Cupa Africii pe Națiuni | Cupa Africii pe Națiuni |
| Anul                    | Runda                              | MJ                      | V                       | E*                      | Î                       | GM                      | GP                      |
| ----------------------- | ---------------------------------- | ----------------------- | ----------------------- | ----------------------- | ----------------------- | ----------------------- | ----------------------- |
| 1957                    | Locul trei                         | 3                       | 0                       | 0                       | 0                       | 1                       | 2                       |
| 1959                    | Locul doi                          | 2                       | 1                       | 0                       | 1                       | 2                       | 2                       |
| 1962                    | Nu s-a calificat                   | -                       | -                       | -                       | -                       | -                       | -                       |
| 1963                    | Locul doi                          | 0                       | 1                       | 1                       | 1                       | 6                       | 5                       |
| 1965 to 1968            | Nu s-a calificat                   | -                       | -                       | -                       | -                       | -                       | -                       |
| 1970                    | Campioni                           | 5                       | 4                       | 0                       | 1                       | 8                       | 3                       |
| 1972                    | Runda 1                            | 3                       | 0                       | 2                       | 1                       | 4                       | 6                       |
| 1974                    | Nu s-a calificat                   | -                       | -                       | -                       | -                       | -                       | -                       |
| 1976                    | Runda 1                            | 3                       | 0                       | 2                       | 1                       | 3                       | 4                       |
| 1978                    | S-a retras                         | -                       | -                       | -                       | -                       | -                       | -                       |
| 1980                    | Nu s-a calificat                   | -                       | -                       | -                       | -                       | -                       | -                       |
| 1982                    | Nu a participat                    | -                       | -                       | -                       | -                       | -                       | -                       |
| 1984                    | Nu s-a calificat                   | -                       | -                       | -                       | -                       | -                       | -                       |
| 1986                    | S-a retras                         | -                       | -                       | -                       | -                       | -                       | -                       |
| 1988 to 1996            | Nu s-a calificat                   | -                       | -                       | -                       | -                       | -                       | -                       |
| 1998                    | S-a retras în timpul calificărilor | -                       | -                       | -                       | -                       | -                       | -                       |
| 2000                    | Nu a participat                    | -                       | -                       | -                       | -                       | -                       | -                       |
| 2002 to 2006            | Nu s-a calificat                   | -                       | -                       | -                       | -                       | -                       | -                       |
| 2008                    | Runda 1                            | 3                       | 0                       | 0                       | 3                       | 0                       | 9                       |
| 2010                    | Nu s-a calificat                   | -                       | -                       | -                       | -                       | -                       | -                       |
| Total                   |                                    | 20                      | 6                       | 5                       | 9                       | 24                      | 31                      |